# مدرسة الفضائح (فلم 1923)
مدرسة الفضائح (بالإنجليزية: The School for Scandal) فيلم كوميدي بريطاني صامت من إخراج بيرترام فيليبس وبطولة بازل راثبون، فرانك ستانمور وكويني توماس. وقصة الفيلم مقتبسة عن مسرحية ريتشارد برينسلي شيريدان «مدرسة الفضائح».

## روابط خارجية
- مقالات تستعمل روابط فنية بلا صلة مع ويكي بيانات